# Slide
Slide är en term för ett trick inom skateboard. Termen är taget direkt ifrån engelskans glida och det finns många olika former av slides.
Boardslide är ett trick när man glider på träpartiet på undersidan av brädan. Ordet är direkt taget från engelskans board (bräda) och slide (glida). Man kan glida på partiet framför främre trucken och då kallas det noseslide, på partiet bakom bakre trucken och då heter det tailslide eller på partiet mitt emellan truckarna och då kallar man det för board slide eller lip slide . Detta kan exempelvis göras på ett räcke eller om man är i en ramp på copingen det vill säga den metallförstärkta kanten längst upp på båda sidor om rampen.
Man kan också slida för att bromsa och då tvärställer man brädan så att man sladdar på hjulen.

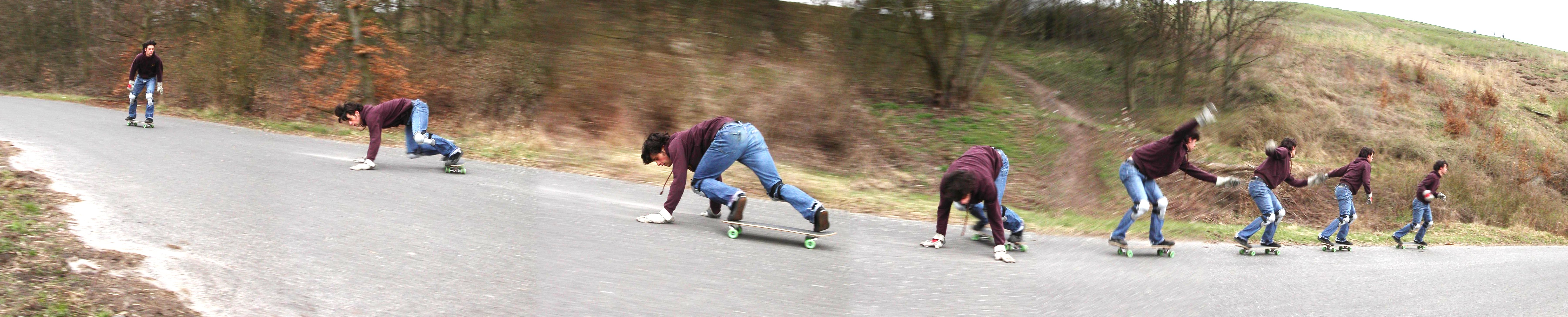
En stilstudie i hur en skatare kan slida i mycket branta backar för att minska hastigheten.